# Yuan Trung Quốc
Xem thêm: Yuan

Bộ sưu tập của giấy bạc Yuan Trung Quốc (renminbi). 1/10 yuan tới 10 yuan notes are of the fourth series of the renminbi. 20 tới 100 yuan (màu đỏ) are of the fifth series of the renminbi. The polymer note on the lower right commemorates the third millennium

Yuan (Hán-Việt là 元 nguyên hoặc 圓 viên) trong tiếng Trung Quốc được dùng để chỉ đơn vị tiền tệ cơ bản. Ví dụ, Đô la Mỹ được gọi là Meiyuan (Mỹ nguyên). Tuy nhiên, xét trong bối cảnh quốc tế, yuan chỉ dùng để chỉ đơn vị tiền tệ của Cộng hòa Nhân dân Trung Hoa (Nhân dân tệ) và của Đài Loan (Tân Đài tệ). Trong ngôn ngữ thông tục, yuan được gọi là kuài (塊 "khối") trong tiếng Quan thoại hoặc kho͘ (箍 "cô") trong tiếng Phúc Kiến Đài Loan và gū trong tiếng Quan thoại.  
Một yuan được chia thành 10 giác (jiao) hoặc mao (mao). Một giác lại được chia thành 10 phân (fen). Trong tiếng Quảng Đông, giác và phân còn được gọi là hào (ho) và "sin". "Sin" là từ phiên âm từ "cent" trong tiếng Anh sang tiếng Quảng Đông.